# Eulocastra carnibasalis
Eulocastra carnibasalis là một loài bướm đêm trong họ Noctuidae.